# Такут: Лица страха
«Такут: Лица страха» (англ. Takut: Faces of Fear) — индонезийский фильм ужасов 2008 года. Разделён на шесть разных историй (короткометражек), которые не соприкасаются друг с другом ни по главным героям, ни по месту действия, но имеют одну общую нить — показывают столкновение реального мира людей, и потустороннего мира духов, а также подсознательный страх большинства людей перед всем неизвестным, непонятным и таинственным.

## Сюжет
Первая история, показанная в фильме «Такут: Лица страха» — «Макет» (индон. Rumah Contoh). В ней рассказывается о том, как Байу, молодой парень, случайно убил дочку своей невесты, а затем, и уже умышленно, её отца. Боясь рассказать своей любимой о несчастном случае, Байу прячет тело девочки, но оно пропадет. Через некоторое время ему звонит неизвестный и начинает шантажировать…
Вторая история — «Инкарнация Наи» (индон. Titisan Naya). В ней рассказывается о Нае — молодой и современной девушке, которая со скепсисом смотрит на древние обычаи. Но всё же о настоянию матери ей приходится ехать в родную деревню на острове Ява, чтобы пройти один из религиозных ритуалов. Там с ней происходит такое, после чего она больше никогда не будет, как прежде…
Третья история — «Подглядывающий» (индон. Pengintip). В ней рассказывается о Бамбанге, работающем уборщиком. Он очарован красотой и грацией танцовщицы Шурпанакхи и подглядывает за ней через дырку в стене, которая ведёт в её гримёрную, но она замечает это. Девушка надевает маску и танцует перед уборщиком, но после танца выкалывает ему глаза.
Четвёртая история — «Список» (индон. Daftar). В ней рассказывается об обиженной на своего бывшего парня девушке Саре, которая пошла к дукуну (колдуну), чтобы отомстить ему. Сара составила список из того, чего более всего боялся Андре (скорпионы, пиявки, жуки). Этих существ дукун должен насылать на парня, после чего довести его до смерти. Но Сара не знает, что Андре опередил её и сходил к этому же колдуну…
Пятая история — «Спасшиеся» (индон. Penyelamatan). В этой истории рассказывается, как после распространения по Индонезии смертельного и быстро передающегося вируса группа не заражённых людей бродит по Джакарте.
Шестая, последняя история — «Дара» (индон. Darah). В ней рассказывается о хозяйке ресторана Даре. Она знакомится со многими мужчинами и приглашает их к себе домой, но всех в разное время. Однажды её «график» нарушается и к ней приходит сразу двое парней…

## В ролях
- Лукман Сарди — Байу
- Динна Оливия — Ная
- Вивид Гунаван — Шурпанакха
- Эпи Куснандар — Бамбанг
- Фаузи Баадилла — Андре
- Шарифа Дааниш — Дара